# Stanisław Miśkiewicz
Stanisław Kazimierz Miśkiewicz (ur. 24 lipca 1942 w Osieczy) – polski stoczniowiec i polityk, poseł na Sejm PRL IX kadencji.

## Życiorys
Syn Leona i Ireny. W 1960 został monterem kadłubowym w Stoczni Rzecznej „Odra”. Działał w Związku Młodzieży Polskiej, w Związku Harcerstwa Polskiego i w Związku Młodzieży Socjalistycznej. W 1962 wstąpił do Polskiej Zjednoczonej Partii Robotniczej. W 1970 ukończył Politechnikę Szczecińską, uzyskując tytuł magistra inżyniera mechanika. Pełnił od 1972 funkcję I sekretarza Komitetu Zakładowego PZPR w Stoczni Szczecińskiej (w której pracował od 1981), a od maja 1981 do rozwiązania partii był I sekretarzem Komitetu Wojewódzkiego PZPR w Szczecinie. W latach 1981–1983 był członkiem Komisji KC PZPR powołanej dla wyjaśnienia przyczyn i przebiegu konfliktów społecznych w dziejach Polski Ludowej. Od 1985 do 1989 pełnił mandat posła na Sejm PRL IX kadencji w okręgu Szczecin. Zasiadał w Komisji Współpracy Gospodarczej z Zagranicą oraz w Komisji Transportu, Żeglugi i Łączności.
16 października 2001 objął funkcję prezesa zarządu firmy Baltic Marine Sp. z o.o. Od 5 lutego 2004 był także zastępcą prezesa zarządu firmy Projbud-Motor Sp. z o.o (wykreślonej z rejestru 23 lutego 2009).